# Kanisi
Kanisi (perski: كنيسي) – wieś w Iranie, w ostanie Azerbejdżan Zachodni. W 2006 roku  liczyła 473 mieszkańców w 73 rodzinach.